# Lijst van voetbalinterlands Aruba - Kaaimaneilanden
Deze lijst van voetbalinterlands is een overzicht van alle officiële voetbalwedstrijden tussen de nationale teams van Aruba en de Kaaimaneilanden. De landen speelden tot op heden drie keer tegen elkaar. De eerste ontmoeting, een kwalificatiewedstrijd voor het Wereldkampioenschap voetbal 2022, werd gespeeld in Bradenton (Verenigde Staten) op 2 juni 2021. Het laatste duel, een groepswedstrijd tijdens de CONCACAF Nations League 2023/24, vond plaats op 20 november 2023 in Oranjestad.

## Wedstrijden
| № | Plaats      | Datum             | Competitie                      | Wedstrijd           | Uitslag |
| - | ----------- | ----------------- | ------------------------------- | ------------------- | ------- |
| 1 | Bradenton   | 2 juni 2021       | WK 2022 kwalificatie            | Kaaimaneil. − Aruba | 1 − 3   |
| 2 | George Town | 11 september 2023 | CONCACAF Nations League 2023/24 | Kaaimaneil. − Aruba | 1 − 2   |
| 3 | Oranjestad  | 20 november 2023  | CONCACAF Nations League 2023/24 | Aruba − Kaaimaneil. | 5 − 1   |

## Samenvatting
| Competitie              | Totaal gespeeld | Winst Aruba | Gelijk | Winst Kaaimaneil. | Doelsaldo Aruba – Kaaimaneil. |
| ----------------------- | --------------- | ----------- | ------ | ----------------- | ----------------------------- |
| WK-kwalificatie         | 1               | 1           | 0      | 0                 | 3 − 1                         |
| CONCACAF Nations League | 2               | 2           | 0      | 0                 | 7 − 2                         |
| Totaal                  | 3               | 3           | 0      | 0                 | 10 − 3                        |

AVB · A-internationals · Arubaans vrouwenelftal · Olympisch elftal
Amerikaanse Maagdeneilanden ·
Antigua en Barbuda ·
Barbados ·
Bermuda ·
Britse Maagdeneilanden ·
Canada ·
Costa Rica ·
Cuba ·
Curaçao ·
Dominica ·
Dominicaanse Republiek ·
El Salvador ·
Grenada ·
Guam ·
Guyana ·
Haïti ·
Jamaica ·
Kaaimaneilanden ·
Montserrat ·
Nederlandse Antillen ·
Panama ·
Puerto Rico ·
Saint Kitts en Nevis ·
Saint Lucia ·
Saint Vincent en de Grenadines ·
Suriname ·
Turks- en Caicoseilanden ·
Venezuela
CIFA · A-internationals · Olympisch elftal · Kaaimaneilands vrouwenelftal
Amerikaanse Maagdeneilanden ·
Anguilla ·
Antigua en Barbuda ·
Aruba ·
Bahama's ·
Barbados ·
Belize ·
Bermuda ·
Britse Maagdeneilanden ·
Canada ·
Cuba ·
Dominicaanse Republiek ·
El Salvador · 
Grenada ·
Guyana ·
Haïti ·
Jamaica ·
Moldavië ·
Montserrat ·
Nederlandse Antillen ·
Nicaragua ·
Puerto Rico ·
Saint Kitts en Nevis ·
Saint Lucia ·
Saint Vincent en de Grenadines ·
Suriname ·
Trinidad en Tobago ·
Turks- en Caicoseilanden ·
Verenigde Staten